# Mara (obozowisko)
Mara – jedno z miejsc postojowych na trasie wędrówki Izraelitów z Egiptu do Ziemi Obiecanej. Według Księgi Wyjścia (Wj 15,23) i Księgi Liczb (Lb 33,8–9) Mara była zbiornikiem gorzkiej wody, położonym na pustyni. Dokładna lokalizacja miejsca nie jest znana. Według zwolenników północnej trasy exodusu Mara położona była na wschód od Jeziora Sirbońskiego, zaś stronnicy trasy południowej utożsamiają ją z oazą o gorzkiej wodzie Ain Hauwara. Zwolennicy trzeciego stanowiska przypuszczają, że Mara to Kadesz-Barnea.